# Lenguas Madang
Las lenguas de Madang o lenguas de Madang y la cordillera Adelbert son la mayor agrupación filogenética propuesta dentro de las lenguas trans-neoguineanas (TNG) por número de lenguas, de acuerdo a la clasificación de Malcolm Ross. William A. Foley también considera altamente probable que las lenguas madang sean una parte del filo trans-neoguineano. La familia recibe el nombre de la provincia de Madang y la cordillera Adelbert, situadas en Papúa Nueva Guinea.

## Clasificación
Sidney Herbert Ray identificó correctamente la familia de la costa Rai en 1919. En 1951, Arthur Capell relacionó estas lenguas con las lenguas mabuso y propuso el nombre de familia Madang. John Z'graggen (1971, 1975) añadió nuevas lenguas a esta familia y la redenominó familia Madang-cordillera Adelbert, y finalmente Stephen Wurm (1975)  conjeturó que estas lenguas constituían una rama de las lenguas trans-neoguineanas. La clasificación de Ross (2005) de la familia Madang la mantiene en su mayor parte, pero cambia la agrupación interna.

### Clasificación interna
En el resumen de la clasificación de Ross (2005), los nombres en negrita son familias claramente establecidas, que consisten en lenguas claramente relacionadas. Las ramas que no están en negrita son propuestas que necesitan más trabajo para ser plenamente confirmados.
- Cordillera Adelbert meridional-Kowano
  - Familia kowana
  - Cordillera Adelbert meridional
- Rai Coast–Kalam
  - Familia de Costa Rai
  - Familia kalam (quizá parte de la familia de lenguas de Costa Rai)
- Adelbert septentrional (cordillera Adelbert septentrional; pocas ramas siguen como en la clasificación tradicional)
  - Familia dimir-malas (Isumrud): Dimir, Malas, Brem (Bunabun)
  - Familia kaukombar: Bargam (Mugil), Mala (Pay), Miani (Tani), Maia (Pila, Saki)
  - Familia kumil: Bepour, Mauwake (Ulingan), Moere, Musar
  - Tibor–Omosa
  - Amaimon (rama singular)
  - Numugen–Mabuso

Una clasificación más reciente (2017) usada por Usher y A. Pick es la siguiente:
- Madang
  - Bargam (Mugil)

- - Madang central
    - Croisilles (reducido, = C. Adelbert septentrional)
    - Mabuso
    - Mindjim
    - Costa Rai (reducido; > Madang meridional)
    - Yamben

  - Madang occidental
    - Cordillera Adelbert meridional (ríos Sogeram y Tomul)
    - Kalam (río Kaironk)

  - Madang oriental
    - Wasembo
    - Yaganon

El tiempo de separación entre lenguas dentro de la subfamilia Madang es similar al que existe entre las lenguas austronesias o indoeuropeas.

## Descripción lingüística
El tiempo de separación y diversificación dentro de las lenguas Madang es similar a la que se encuentra en las lenguas austronésicas o las lenguas indoeuropeas. Ross (2000) consideró que las lenguas kowanas y las lenguas de Adelbert meridional y las lenguas de Costa Rai y el Kalam. Ross reconstruyó además los siguientes pronombres para el proto-Madang:
|   | sing. | plur.    |
| - | ----- | -------- |
| 1 | *ya   | *i       |
| 2 | *na   | *ni, *ta |
| 3 | *nu   |          |
Si bien estos sufijos reemplazan a los que parecen haber sido los originales en proto-transneoguineano, sin embargo, los sufijos duales*-le y *-t son retenidos. Además los pronombres originales del transneoguineano aparecen como sufijos verbales en Kalam.

### Léxico
La siguiente lista compara una algunas reconstrucciones de Ross para el proto-Madang (2014) procedentes de la Trans-New Guinea database. con reconstrucciones de las mismas palabras en proto-trans-neoguineano debidas a Andrew Pawley y Harald Hammarström (2018).
| GLOSA    | Proto-Madang     | Proto-TNG                           |
| -------- | ---------------- | ----------------------------------- |
| 'cabeza' | *gat(a,i)(m)     | *kV(mb,p)utu; mVtVna                |
| 'pelo'   | *imunu           | *(nd,s)umu(n,t)[V]; *iti            |
| 'oreja'  | *kaun(i)         | *kand(i,e)k[V]                      |
| 'ojo'    | *amu             | *ŋg(a,u)mu; *(ŋg,k)iti-maŋgV; *nVpV |
| 'nariz'  | *mutu(gu)        | *mundu                              |
| 'diente' | *make            | *titi                               |
| 'lengua' | *mele            | *me(l,n)e; *mbilaŋ                  |
| 'pierna' | *kani(n)         | *k(a,o)nd(a,o)[C]; *kitu            |
| 'piojo'  | *[n]iman         | *(n)iman                            |
| 'pájaro' | *kVbara          | *yaka[i]; *n[e]i                    |
| 'huevo'  | *munaka          | *mun(a,e,i)ka; *maŋgV               |
| 'sangre' | *ka(d,r)a; *kara | *ke(nj,s)a                          |
| 'hueso'  | *kwaten          | *kondaC                             |
| 'piel'   | *ga(n,r)a        | *(ŋg,k)a(nd,t)apu                   |
| 'seno'   | *amu(na)         | *amu                                |
| 'árbol'  | *tari            | *inda                               |
| 'mujer'  | *na-gali(k)      | *panV                               |
| 'cielo'  | *ku(m,b)ut       | *kumut, *tumuk; *samb[V]            |
| 'sol'    | *kamali          | *kamali; *ketane                    |
| 'luna'   | *kalam; *takun   | *kal(a,i)m; *takVn[V]               |
| 'agua'   | *yag(V)          | *(n)ok[V]                           |
| 'fuego'  | *k(a,e)dap       | *k(a,o)nd(a,u)p; *inda; *kambu      |
| 'piedra' | *namanu          | *[na]muna; *kamb(a,u)na             |
| 'nombre' | *ibi; *wañim     | *imbi; *wani                        |
| 'comer'  | *(n,ñ)a          | *na-                                |
| 'uno'    | *kati(ŋ,g)a      |                                     |
| 'dos'    | *arigita         | *ta(l,t)(a,e)                       |